# 인디언 부락
〈인디언 부락〉, 〈인디언 마을〉 또는 〈인디언 캠프〉(Indian Camp)는 어니스트 헤밍웨이의 단편 소설이다. 이 소설은 1924년 파리 포드 매덕스 포드의 문학 잡지인 《더 트랜스아틀랜틱 리뷰》(The Transatlantic Review)에 처음 실렸으며, 1925년 보니 & 리버라이트에서 출간한 헤밍웨이의 첫 미국 단편집인 《우리들의 시대에》에 재출간되었다. 반자전적인 인물에 해당하고, 헤밍웨이 소설에서 자주 등장하는 닉 애덤스가 처음으로 등장하는 작품이다.
시골 의사인 닉 애덤스의 아버지는 아기를 출산하기 위해 ‘인디언’ 부락으로 향한다. 닉을 조수로 삼은 아버지는 마취제도 없이 잭 나이프를 이용하여 긴급히 제왕 절개 수술을 진행한다. 다리를 다쳐 꼼짝할 수 없이 이층 침대에 누워 있어야만 했던 남편은 아내의 비명을 견디지 못하고 수술 중 목을 베어 자살한다.
《인디언 부락》에서는 빙산 이론이라 불리는 그의 절제된 문체와 더불어 대위법이 잘 나타난다. 초창기 작품에 해당하는 이 소설에는 출산과 죽음과 같은 공포에 대한 주제가 담겨 있는데, 이러한 의식은 헤밍웨이의 후기 작품 대부분에도 스며들게 된다. 출간 이후 평단으로부터 긍정적인 평가를 받았으며, 헤밍웨이의 주요 캐논으로 꼽힌다.

## 참고 문헌
- Baker, Carlos (1972). Hemingway: The Writer as Artist (영어). Princeton: Princeton UP. ISBN 978-0-691-01305-3.
- Oliver, Charles (1999). Ernest Hemingway A to Z: The Essential Reference to the Life and Work (영어). New York: Checkmark Publishing. ISBN 978-0-8160-3467-3.